# Municipio 2 Middle
El municipio 2 Middle (en inglés: Township 2, Middle) es un municipio ubicado en el  condado de Chowan en el estado estadounidense de Carolina del Norte. En el año 2010 tenía una población de 3.644 habitantes.

## Geografía
El municipio 2 Middle se encuentra ubicado en las coordenadas 36°11′10.37″N 76°38′53.29″O / 36.1862139, -76.6481361.